# Raffaele Calabro
Raffaele Calabro (ur. 10 lipca 1940 w Minervino di Lecce, zm. 4 sierpnia 2017 w Andrii) – włoski duchowny katolicki, biskup Andrii w latach 1989-2016.
Święcenia kapłańskie otrzymał 15 marca 1964. W 1965 rozpoczął przygotowanie do służby dyplomatycznej na Papieskiej Akademii Kościelnej. W latach 1969–1988 pracował w dyplomacji watykańskiej.
19 listopada 1988 papież Jan Paweł II mianował go ordynariuszem diecezji Andria. Sakry biskupiej udzielił mu 6 stycznia 1989 osobiście papież.
29 stycznia 2016 papież przyjął jego rezygnację z urzędu, a jego następcą mianował księdza Luigi Mansi.